# Нікобарські мови

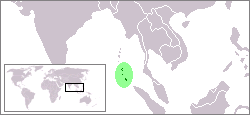
Мапа розташування Нікобарських островів

Нікоба́рські мо́ви поширені на островах Нікобарського архіпелагу, розташованих у східній частині Індійського океану. Вони утворюють окрему гілку австроазійських мов. Це єдиний острівний підрозділ цієї мовної сім'ї. Через свою ізоляцію нікобарські мови за лексичним складом розійшлися з материковими австроазійськими мовами, хоча й зберегли багато архаїчних рис.

## Чисельність носіїв
Чисельність носіїв нікобарських мов у межах індійської союзної території Андаманські і Нікобарські острови, за даними перепису 2011 року, становила 27 168 осіб, у тому числі за округами: округ Нікобарські острови — 22 886 осіб, округ Південні Андаманські острови — 3 709 осіб, округ Північні й Центральні Андаманські острови — 573 особи. Ще 229 осіб в окрузі Нікобарські острови говорило шомпенською мовою. На Нікобарських островах разом вони становлять 62,8 % населення.

## З історії дослідження
Перші словники та описи граматики нікобарських мов були підготовлені християнськими місіонерами та чиновниками британської колоніальної адміністрації ще у ХІХ — на початку ХХ століття. Ще декілька досліджень на цю тему з'явилося в 70-80-і роки ХХ століття. Проте через обмеження на відвідування Нікобарських островів і досі існує мало наукової документації, присвяченої дослідженню нікобарських мов, а та, що є, стосуються лише двох мов: кар і нанкаурі. Для інших мов залишаються не дослідженими навіть базові відомості про них. Невідома навіть точна кількість нікобарських мов та діалектів.

## Класифікація

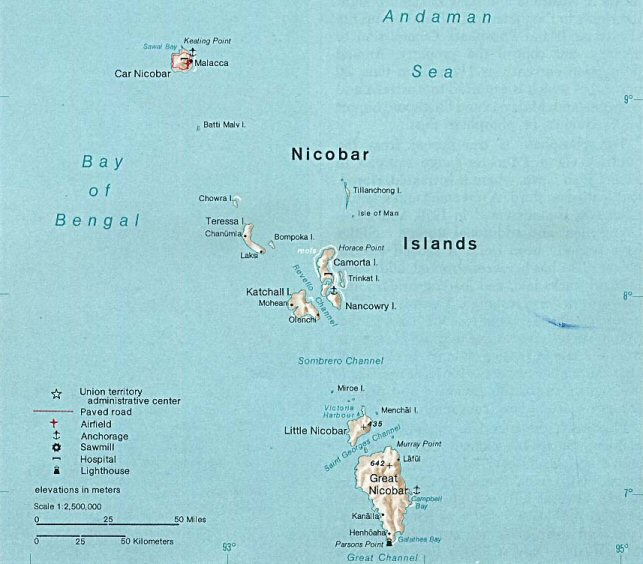
Мапа Нікобарських островів

За сучасного стану знань неможливо встановити внутрішні зв'язки між нікобарськими мовами, неможливо й скласти їх класифікацію. Й досі основною лишається класифікація Вайтхеда (G. Whitehead), складена ще 1925 року, згідно якої група включає 6 мов або діалектів:
- Кар-нікобар (Car-Nicobar, Car, Pû), код ISO 639-3: caq, 37 000 носіїв (2005)[4];
- Човра (Chowra, Tutet), код ISO 639-3: crv, 5 910 носіїв (2001)[5];
- Тересса (Teressa, Taih-Long) і бомпока (Bompoka, Powahat), код ISO 639-3: tef, 2 080 носіїв (2001)[6];
- Центрально-нікобарські діалекти: каморта (Camorta), нанкаурі (Nankauri, Muöt, Nicobar), тринкат (Trinkat, Lâfûl), катчал (Katchal, Téhñu), код ISO 639-3: ncb, 10 100 носіїв (2001)[7];
- Південнонікобарські діалекти: діалекти Великого Нікобару (Great Nicobar, Lo'ong), Малого Нікобару (Little Nicobar, Ong), міло (Milo, Pulo Milo), кондул (Kondul, Lâmongshé), код ISO 639-3: nik, 7 000 носіїв (2001)[8];
- Шомпен (Shompen, Shompeng, Shom Peng), код ISO 639-3: sii, 400 носіїв (2004)[9].

Більшість назв нікобарських мов повторює назви островів, на яких вони поширені.
Не існує єдиної думки стосовно позиції серед нікобарських мов шомпенської мови, якою розмовляють у внутрішніх районах острова Великий Нікобар. Деякі автори (Chattopadhyay & Mukhopadhyay 2003, Blench 2007) навіть припускають, що вона взагалі не є австроазійською.

## Історія
Невідомо, коли нікобарці прибули на острови. Автори ХІХ століття, посилаючись на місцеву традицію, стверджують, що їх предки мігрували з районів Пегу та Тенассерім на узбережжі сучасної М'янми, і сталося це не раніше, ніж 2000 років тому.

## Деякі характеристики
Фонетична система мови нанкаурі є багатою на голосні звуки, серед них є як монофтонги, так і дифтонги і трифтонги. Розрізняють довгі й короткі голосні, відкриті й закриті, голосні переднього і заднього ряду, лабіалізовані й нелабіалізовані голосні. Приголосні бувають глухі та дзвінкі, придихові приголосні в мові нанкаурі відсутні. У мові кар дифтонгів мало.
Типологічно нікобарські мови знаходяться між основоізолюючими та аглютинативними мовами. Морфологія значною мірою є аналітичною, тобто словозміна виявляється переважно передпозиційними та постпозиційними службовими словами: прийменниками біля іменників, передпозиційними видо-часовими показниками біля дієслів, постпозиційними вказівними займенниками тощо. До морфологічних засобів належать також рухливий каузативний показник -han- (його позиція залежить від семантичного типу дієслова) та дієслівні суфікси, які вказують напрямок дії (наприклад, la «вгору» і she «вниз»). Головними засобами словотвору є афіксація (давні префіксація та інфіксація, а також суфіксація, що розвинулась згодом), основоскладання і редуплікація.
Загалом мова нанкаурі морфологічно є більш архаїчною, ніж мова кар.
Нікобарські слова зазвичай складаються з одного або декількох простих ПГ(П) складів, але може бути й до 4 складів, а редуплікація та словоскладання можуть створювати ще довші ряди. Кластери з приголосних у складах відсутні, за винятком запозичених слів. Мова кар зберігає різницю в довжині основних складів кореня, в мові нанкаурі всі основні склади довгі.
Синтаксис зберіг давню рису, коли за наявності додатку порядок слів у реченні SVO (підмет + присудок + додаток), а за його відсутності VS (присудок + підмет). У питальних реченнях порядок SV(O) зберігається незалежно від наявності чи відсутності додатку.

## Використання нікобарських мов
Більшість населення Нікобарських островів говорить нікобарськими мовами.
Мова кар є найбільшою за числом носіїв, вона також виконує роль лінгва франка на Нікобарських островах.
Писемність для мов кар і нанкаурі була створена на початку XX ст. на основі латинської абетки. За часи незалежної Індії для мови нанкаурі була також розроблена абетка на основі графіки деванаґарі.
У 1990-х роках нікобарські мови стали використовуватись в початкових школах Нікобарських островів. Центральний інститут індійських мов (англ. Central Institute for Indian Languages) видав декілька коротеньких шкільних підручників.